# Ludwig Georg Karl von Hessen-Darmstadt
Ludwig Georg Karl (bzw. Carl), Prinz von Hessen-Darmstadt, in der Literatur auch Prinz Louis genannt, (* 27. März 1749 in Darmstadt; † 26. Oktober 1823 ebenda) war ein deutscher Generalfeldmarschall in Diensten des Oberrheinischen Reichskreises.

## Leben
Ludwig Georg Karl von Hessen-Darmstadt war der Sohn des Landgrafen Georg Wilhelm von Hessen-Darmstadt (1722–1782) und der Maria Luise Albertine von Leiningen-Dagsburg-Falkenburg (1729–1818).
Den Gepflogenheiten seiner Zeit folgend wurde er 1752, also im Alter von drei Jahren, Kapitän im Leibregiment Garde de Dragons sowie dritter Kompagniechef beim Prinz-Georgschen Kreisregiment zu Gießen, in dem er 1756 zum Obristen ernannt wurde. 1757 erhielt er ein Offizierspatent des übergeordneten Oberrheinischen Kreises, bei dem er mit 15 Jahren in den aktiven Dienst eintrat. Nach verschiedenen Beförderungen nahm er 1775 seinen Abschied, avancierte jedoch weiter: 1785 zum Reichs-General-Feldmarschall-Lieutenant, 1798 zum General-Feldmarschall-Lieutenant des Oberrheinischen Kreises und 1794 zum Kommandeur der Kreistruppen sowie ein Jahr später (1795) zum General-Feldmarschall und General en chef des Oberrheinischen Kreises, ohne jemals an einem Feldzug teilgenommen zu haben.
Wie schon sein Vater und sein Großvater Ludwig VIII. war er Freimaurer. Sein Leben lang war er von hermetischen Themen wie Rosenkreuzerei, den Templern und dem Goldmachen fasziniert. 1768 wurde er von seinem Großvater in die Loge Zu den Drei Disteln in Frankfurt aufgenommen und 1771 trat er der sogenannten Strikten Observanz bei. 1773 wurde er Landesgroßmeister der Großen Landesloge der Freimaurer von Deutschland, die nach dem Schwedischen System arbeitet. Allerdings legte er das Amt im selben Jahr nieder.
Nach seinem Abschied vom aktiven Militärdienst im Herbst 1775 reiste Ludwig zusammen mit seinem jüngeren Bruder Georg nach Rom. Begleitet wurden sie vom Freiherrn Gottlieb von Gugomos, der Ludwig mit der Behauptung geködert hatte, er könne ihn dort mit den geheimen Oberen der Strikten Observanz bekannt machen. Der Umstand, dass Gugomos in Rom eines Nachts tatsächlich einen der gesuchten Oberen erscheinen lassen konnte, überzeugte Ludwig derart, dass er einem von Gugomos neu gegründeten Templerorden als Erster beitrat.
In Italien traf er auf einen weiteren Betrüger, den Alchemisten Peter Christian Tayssen, der von sich behauptete, er befinde sich im Besitz von zwanzig wertvollen Geheimnissen, und der ihn nach Heilbronn begleitete, wo Ludwig sich ab 1776 niederließ. Tayssen diente Ludwig bis 1778 als Goldmacher und fungierte als Lehrer in Sachen Kabbala und Magie. Des Prinzen Sekretär und Kammerdiener war seit 1776 Heinrich Philipp Bossler.
1778 brach Ludwig mit der Freimaurerei, nachdem ein von ihm in Heilbronn einberufener Freimaurerkongress, auf dem er erfolglos ein an die Rosenkreuzer angelehntes neues System, das auf den Lehren von Gugomos und Tayssen fußte, vorgestellt und zum Beitritt aufgerufen hatte. Im Anschluss daran gründete er im Oktober 1779 in Heilbronn eine Winkelloge mit dem Namen Bund für Rechtschaffenheit, die auch Frauen aufnahm, aber schließlich von Württemberg verboten wurde. Der Hauptzweck der „Winkelloge“ war, über die Aufnahmegebühren dem durch seine alchemistischen Experimente und den Umgang mit dem angeblichen Grafen Tourouvre, der im Jahr 1777 in Heilbronn auftauchte, sich chronisch in Geldverlegenheiten befindenden Prinzen zu neuen Mitteln zu verhelfen. Der ursprünglich in der feinen Gesellschaft angesiedelte Bund öffnete sich mehr und mehr, Handwerker und Weinbauern wurden aufgenommen und auch Werber in das Umland geschickt. Erst die Intervention des Herzogs von Württemberg veranlasste den Prinzen, wenigstens dessen Untertanen ihr Geld zurückzugeben, wodurch er sich erheblich verschuldete.
Ludwig Georg Karl Prinz von Hessen-Darmstadt wurde auf dem Alten Friedhof in Darmstadt bestattet (Grabstelle: I Mauer 54/55). Nach seinem Tod wurden 1823 Regelungen zur Rechtsstellung und zum Unterhalt seiner beiden Töchter getroffen, wobei sich ihr Onkel Georg Karl von Hessen-Darmstadt zur Unterstützung seiner Nichten mit dem Namen von Weiss und von Adlersberg, bereit erklärte.

## Frauen

### Friederike Schmidt (Friederike, Freiin von Hessenheim)

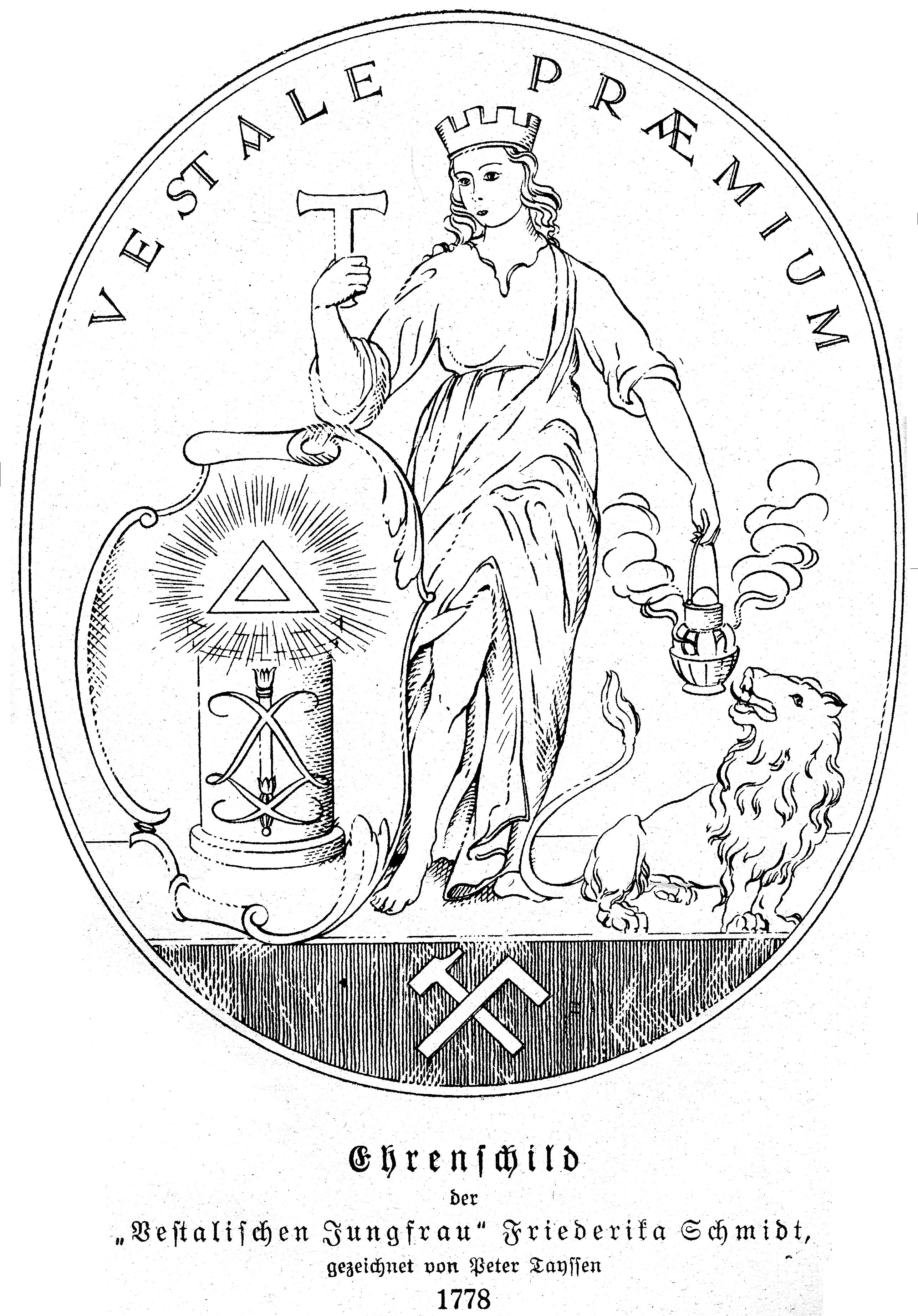
Ehrenschild der „Vestalischen Jungfrau“ Friederika Schmidt (* 24. Februar 1751 in Heilbronn; † 10. September 1803 ebenda), gezeichnet von Peter Christian Tayssen, 1778

Ludwig wohnte von 1776 bis 1812 in Heilbronn, wo er Friederike Schmidt (* 24. Februar 1751 in Heilbronn; † 10. September 1803 ebenda) kennenlernte. Friederike Schmidt stammte aus einer Heilbronner Kaufmannsfamilie, ihre Eltern waren Jakob Schmidt und seine Frau Maria Catharina Wilhelmina geborene Burschin. Das Verhältnis begann 1776, die morganatische Ehe wurde am 26. Januar 1788 in Heilbronn geschlossen. Am 25. März 1793 wurde seine Frau in Wien als Friederike, Freiin von Hessenheim in den Adelsstand erhoben. Die Ehe blieb kinderlos. Friederike Schmidt war „erste Dame“ des Bunds für Rechtschaffenheit, dem sie angehörte, und Tayssen zeichnete 1778 den Ehrenschild der „Vestalischen Jungfrau“ Friederika Schmidt. Von den Damen des lokalen Landadels wurde sie als „Pfefferkrämerstochter“ bezeichnet, und um diese zu „provozieren“, ließ Ludwig die Geburtstage Friederikes mit „großem Gepränge“, mit Janitscharenmusik, Festbeleuchtung und pompösem Umritt feiern.

### Luise Pfahler geb. Weiss
Eine andere Geliebte war die Heilbronnerin Luise Pfahler geb. Weiss, mit der er eine Tochter Friederike Luise Weiss zum Weissenstein (* 22. April 1792 in Heilbronn, in den Adelsstand erhoben am 25. Juli 1821, † 25. April 1854 in Darmstadt) hatte.

### Friederike Kümmerer
Ein weiteres Verhältnis hatte er mit der Heilbronnerin Friederike Kümmerer. Nach der Geburt seiner zweiten Tochter Friederike Elisabeth (* 19. Oktober 1811 in Frankfurt am Main; † 3. Februar 1885 in Darmstadt) zog er im Jahr 1812 mit seiner Geliebten von Heilbronn nach Darmstadt, wo diese am 1. Juli 1821 starb. Nach seinem Tod im Jahr 1823 wurde Ludwig auf seinen ausdrücklichen Wunsch hin an ihrer Seite statt im Erbbegräbnis bestattet. Die uneheliche Tochter Elisabeth Kümmerer wurde von ihrem Onkel, dem Großherzog von Hessen, am 30. August 1821 legitimiert, erhielt den hessischen Adelsstand als von Adlersberg zu Adlershöh und 1839 einen Wappenbrief. 1831 heiratete sie in Darmstadt den späteren preußischen General der Kavallerie und hessischen Generaladjutanten Hermann von Trotha (1804–1891).